# Hohenbocka
Hohenbocka (hornolužickosrbsky Bukow) je obec v Horní Lužici v německé spolkové zemi Braniborsko. Nachází se v zemském okrese Horní Sprévský les-Lužice a má 979 obyvatel.

## Historie
První písemná zmínka o vsi pochází z roku 1495, kdy je uváděna jako Vockaw. K roku 1615 je ve vsi uváděn rytířský statek. Označení vsi Hohenbocka se objevuje prvně roku 1746. Mezi lety 1952 a 1990 se obec nacházela v okrese Senftenberg a okrsku Chotěbuz, od roku 1990 je součástí obnovené spolkové země Braniborsko.

## Přírodní poměry
Hohenbocka leží na jihu Braniborska na braniborsko-saské hranici a zároveň na severozápadě Horní Lužice na hranici s Dolní Lužicí. Západně od vesnice se nachází přírodní rezervace Bucksche Schweiz, zároveň také zatopená bývalá pískovna. Východně od vesnice prochází železniční trať Węgliniec–Roßlau. Nejbližší nádraží je v sousední vesnici Hosena a do roku 2000 neslo název Hohenbocka.

## Správní členění
K obci Hohenbocka náleží také víska Vorstadt, která však nemá status místní části.

## Osobnosti
- August Dächsel (1818–1901), teolog
- Hans von Götz-Hünerbein (1832–1883), zemský rada a vlastník místního zámku
- Theobald Dächsel (1855–1940), teolog
- Sebastian Schuppan (* 1986), fotbalista

## Pamětihodnosti
- zámek Hohenbocka s rozsáhlým parkem
- evangelický vesnický kostel